# La condición humana (obra de Hannah Arendt)
La condición humana, fue publicada por primera vez en 1958, es un libro de Hannah Arendt que trata acerca de cómo deberían ser y han sido entendidas las "actividades humanas" a lo largo de la historia occidental. Arendt está interesada en la vita activa (vida activa) en contraste con la vita contemplativa (vida contemplativa) y critica que el debate haya relativizado ambos modos de vida y nos haya cegado al respecto de ideas importantes sobre la vita activa y la forma en que se ha desarrollado. Arendt distingue tres tipos de actividad, propias de la vida activa que son "trabajo", "labor" y "acción" y analiza cómo se han visto afectados por los cambios en la historia occidental.

## Estructura
Arendt usa el término vita activa (vida activa) distinguiéndolo del concepto de vita contemplativa (vida contemplativa), como dos modos en que se puede desarrollar la vida humana. Los filósofos antiguos insistían en la superioridad de la vita contemplativa, para la cual la vita activa simplemente cubría las necesidades básicas. Karl Marx invirtió la jerarquía, afirmando que la "vita contemplativa" es simplemente una superestructura de los procesos vitales básicos y fundamentales de una sociedad. La tesis de Arendt es que las preocupaciones de la "vita activa" no son superiores ni inferiores a las de la "vita contemplativa", ni son las mismas. La "vita activa" se puede dividir en tres tipos de actividades: labor, trabajo y acción.

### I – El ámbito público y privado
Según Arendt, la vida griega antigua estaba dividida en dos esferas: la esfera de lo público en el que se realizaba la "acción" y la esfera de lo privado, lugar de la casa gobernada por su líder. Lo propio de lo privado no era la intimidad, como lo es en los tiempos modernos, sino la necesidad biológica. En el ámbito privado, los jefes de familia se ocupaban de las necesidades de alimentación, vivienda y sexo.
Por el contrario, el ámbito público era un ámbito de libertad de estas necesidades biológicas, un ámbito en el que uno podía distinguirse a través de "grandes palabras y grandes hechos". Los requisitos de propiedad para la ciudadanía mostraban que, a menos que uno fuera capaz de atender sus necesidades biológicas, no podía estar libre de ellas y, por lo tanto, no podía participar en el ámbito público como una persona libre, entre iguales. Las esclavas y las mujeres subordinadas del mundo antiguo estaban confinadas al ámbito privado donde satisfacían las necesidades biológicas de la cabeza de la familia. En la antigüedad, por lo tanto, al ámbito público se le concedió un estatus más alto que al privado.
En este sentido, la comprensión de lo privado radica en una cierta "privación" de la esfera pública y se ha vuelto el modo por excelencia en que se han desarrollado las sociedades contemporáneas. De ahí que Arendt sea crítica con la privatización del espacio público.
Con la caída del Imperio Romano, la iglesia asumió el papel del ámbito público (aunque su orientación hacia una esfera de lo "sobrenatural" le dio un carácter distinto del ámbito público anterior), y los señores feudales administraron sus tierras y posesiones como ámbitos privados. El período moderno vio el surgimiento de un tercer ámbito: el ámbito social. Este ámbito se ha encargado de satisfacer las necesidades biológicas, pero lo hace a nivel del Estado. Arendt ve el predominio de "lo social" como una amenaza tanto para las esferas de lo público como para lo privado. Esto se explica porque, para satisfacer las necesidades de todo el mundo, se debe invadir la esfera privada y, dado que convierte las necesidades biológicas en una cuestión pública, corrompe el ámbito de la acción: ya no existe un ámbito libre de la necesidad.En consecuencia, se puede comprender que Arendt esté en contra de cierta comprensión que solamente quiere salvaguardar la vida ante todo, sin ahondar en la dimensión del sentido.

### II – Labor
Arendt afirma que su distinción entre labor y trabajo ha sido ignorada por los filósofos a lo largo de la historia, aunque se ha conservado en muchas lenguas europeas. La labor es una actividad humana dirigida a satisfacer las necesidades biológicas (y quizás otras) para la autoconservación y la reproducción de la especie. 
De esta forma, ya que estas necesidades no pueden satisfacerse de una vez por todas, la labor nunca puede llegar a su fin. Sus frutos no duran mucho; se consumen rápidamente y siempre hay que producir más. La labor es, de esta forma, un proceso cíclico y repetido que conlleva una sensación de inutilidad, el sinsentido. Según Arendt, en el mundo antiguo, la labor era desdeñado no porque fuera lo que hacían los esclavos; más bien, los esclavos eran desdeñados porque realizaban una labor, una actividad inútil pero necesaria. 
En la época contemporánea, no sólo los esclavos, sino que todo el mundo ha llegado a ser definido por su trabajo: tenemos empleos y debemos realizarlos para satisfacer nuestras necesidades. Marx registra esta idea moderna en su afirmación de que el hombre es un animal laborans, una especie que se distingue de los animales no por su pensamiento, sino por su trabajo, hasta ahí Arendt podría estar de acuerdo en términos descriptivos. Pero, a continuación, Marx se contradice al prever un día en que la producción permitirá al proletariado liberarse de las cadenas de sus opresores y quedar completamente libre del trabajo. 
Según el argumento del propio Marx, esto significaría, en último término, que los humanos dejarían de ser humanos. En este sentido, la preocupación de  Arendt estriba en que, si la automatización nos permitiera liberarnos del trabajo, la libertad no tendría sentido para nosotros sin el contraste con la necesidad inútil que proporciona el trabajo. Debido a que, en general, nos definimos como personas que tienen un empleo y hemos relegado todo lo que no sea laboral a la categoría de juego y meros pasatiempos, nuestras vidas se volverían triviales para nosotros sin el trabajo. 

### III – Trabajo
El trabajo, a diferencia de la labor, tiene un principio y un final claramente delimitados. El trabajo confecciona objetos duraderos, como herramientas, en lugar de objetos de consumo. Estos objetos duraderos pasan a formar parte del mundo en el que vivimos, con relación al ser humano, terminan poblando el mundo de objetos que son útiles y se suman al entramado social en que humanos hacen cosas con ellos y también "cuentan" con ellos para existir. El trabajo implica una cierta violencia o violación en el que el trabajador interrumpe la naturaleza para obtener y moldear materias primas. Por ejemplo, se tala un árbol para obtener madera, se extrae la tierra para obtener metales o se deforesta un territorio para la creación de casas.
El trabajo, tal como lo entiende Arendt, comprende todo el proceso de creación, esto es, desde la idea original del objeto, pasando por la obtención de la materia prima, hasta el producto terminado. Así, el proceso de trabajo está determinado por las categorías de medios y fines. Arendt piensa que pensar en nosotros mismos principalmente como trabajadores conduce a una especie de razón instrumental, en el que es natural pensar en todo como un medio potencial para algún fin posterior. 
El utilitarismo, afirma Arendt, se basa en la incapacidad de distinguir entre "para" y "por el bien de". La mentalidad de homo faber se hace aún más evidente con la "confusión" en la economía política moderna cuando la antigua palabra "valor", todavía presente en Locke, fue reemplazada por la de " valor de uso " a diferencia del " valor de cambio " por Marx. 
Marx también pensó que la prevalencia de este último sobre el primero constituía una de las falencias fundamentales del capitalismo. La sustitución de la noción de "valor de uso" por la de "valor" en el discurso económico, marca el comienzo de la desaparición de una noción de un tipo de valor que es intrínseco, en contraposición al valor, que es la cualidad que un cosa nunca puede poseer independientemente de sus relaciones con otras cosas y, por lo tanto, depende del "valor de mercado".

### IV – Acción
"La pluralidad humana es la condición básica tanto de la acción como de la palabra, tiene el doble carácter de igualdad y distinción. Si los hombres no fueran iguales, no podrían entenderse entre sí, ni comprender a sus predecesores, ni hacer planes para el futuro y prever las necesidades de sus sucesores".
El tercer tipo de actividad, la acción (que incluye tanto el habla como la acción) ), es el medio por el cual los humanos se revelan a los demás, no es que la acción siempre guíe conscientemente dicha revelación. De hecho, lo más probable es que el "yo" revelado en la acción esté oculto a la persona que actúa y se revele sólo en la historia de su acción. 
Estos relatos pueden registrarse en documentos o monumentos y ser visibles en objetos cotidianos y obras de arte. Pero las historias que se cuentan son muy diferentes de estas "cosificaciones", porque "nos dicen más sobre sus sujetos, el 'héroe' en el centro de cada historia, que cualquier producto de manos humanas nos dice jamás sobre el artesano que lo produjo".
La acción es el medio por el cual nos distinguimos de los demás como seres únicos e inintercambiables. En el caso de los humanos, a diferencia de otros seres, no existe sólo una cuestión genérica de qué somos, sino de quién es cada uno individualmente. La acción y el habla siempre son entre humanos y están dirigidos hacia ellos, y generan relaciones humanas. La diversidad entre los humanos que ven la acción hace posible una especie de objetividad al permitir que una acción sea presenciada desde diferentes perspectivas. 
La acción tiene consecuencias ilimitadas, que a menudo van mucho más allá de lo que podríamos anticipar. Los griegos pensaban en la polis como un lugar donde las personas libres podían vivir juntas para actuar. Filósofos como Platón, que no estaban de acuerdo con la imprevisibilidad de la acción, modelaron la polis ideal basándose en el hogar. En la teoría del autor, el rey filósofo produce la duradera obra de legislación, y el pueblo trabaja bajo sus órdenes. Contra los intentos de sustituir la acción por el trabajo y el trabajo, Arendt ofrece dos soluciones a los dos mayores problemas que crea la acción: el perdón para moderar la irreversibilidad de la acción, y promesas para mitigar su imprevisibilidad: "sin estar obligado al cumplimiento de las promesas, nunca podríamos conservar nuestras identidades; estaríamos condenados a vagar impotentes y sin dirección en la oscuridad del corazón solitario de cada hombre".